# 春天后母心 (2005年电视剧)
《春天後母心》是一部中国大陸電視劇，改编自真实的经历。 部分剧情感人，在中国大陆播演期间收视率很高。

## 播出时间
- 新加坡佳乐台：2011年8月30日

## 剧情简介
民国时期，寡妇沈琇娥（刘雪华饰）带着儿女嫁给了张宝德。婚后育有一子。张宝德原有一对儿女，还收养了一个孤儿大龙，张宝德还有患老年痴呆的父亲。日子没过多久张宝德就去世了，琇娥需要独自照顾5个孩子和老人。虽然情况很不乐观，但琇娥还是扛起了责任。